# Stane Dolanc
Stane Dolanc (Hrastnik, 16. studenoga 1925. – Ljubljana, 13. prosinca 1999.), slovenski i jugoslavenski komunistički političar iz Slovenije, jedan od najbližih suradnika predsjednika Josipa Broza Tita i jedan od najutjecajnijih ljudi u jugoslavenskoj politici tijekom sedamdesetih i osamdesetih godina. Bio je sekretar Izvršnog biroa Predsjedništva CK Saveza komunista Jugoslavije od 1971. do 1978. godine, savezni sekretar za unutarnje poslove od 1982. do 1984. godine i član Predsjedništva SFRJ od 1984. do 1989. godine. Redovito je imenovan za člana Saveznog savjeta za zaštitu ustavnoga poretka kojem je i predsjedavao u drugoj polovici osamdesetih. U najvećem dijelu svoje političke djelatnosti Dolanc je zagovarao jaku autoritarnu vladavinu SKJ, te se borio protiv nacionalizma iz raznih dijelova Jugoslavije uključujući i slovenski nacionalizam. Imao je velik utjecaj u jugoslavenskim sigurnosnim strukturama i pripisuje mu se pokretanje više politički motiviranih uhićenja, naročito u vrijeme kad je bio ministar unutarnjih poslova.

## Mladost
Dolanc je rođen u radničkoj obitelji u slovenskom gradu Hrastnik, tada u Kraljevini Srba, Hrvata i Slovenaca. Nakon završetka osnovne škole išao je u prestižnu Bežigradsku gimnaziju u Ljubljani. U travnju 1941. godine, kad je Sloveniju okupirala Njemačka, Dolanc je nastavio školovanje u Grazu u Austriji. U 1944. godini Dolanc se pridružio jugoslavenskim partizanima i nastavio je vojničku karijeru i nakon rata. Obavljao je dužnost zamjenika tužitelja u ljubljanskom korpusu Jugoslavenske narodne armije, te je armiju napustio 1960. godine kad je bio u činu pukovnika KOS-a. Tijekom svoje vojničke karijere Dolanc je stekao sveučilišnu diplomu i šezdesetih je bio direktor političke škole vođene Savezom komunista Slovenije.

## Drugi čovjek SKJ
U 1965. godine je Dolanc postao član CK Saveza komunista Slovenije i na devetom kongresu SKJ 1969. je bio izabran za člana CK SKJ. Dvije godine kasnije je Dolanc postao sekretarom novoutemeljenoga Izvršnoga biroa Predsjedništva CK SKJ, iako je drugi najutjecajniji čovjek u jugoslavenskom rukovodstvu. Do svoje smrti ostao je uz Edvarda Kardelja jednim od značajnijih suradnika predsjednika Tita. Dolanc je brzo stekao jak utjecaj u Partiji. Bio je jedan od glavnih organizatora sjednice partijskog Predsjedništva u Karađorđevu u prosincu 1971. godine koja je rezultirala ostavkama vođâ Hrvatskoga proljeća. U studenome 1972. godine na plenumu CK SK Slovenije je tražio smjene pripadnika liberalnoga krila slovenske Partije koje su na kraju i bile provedene. Na partijskoj konferenciji u Splitu u rujnu 1972. godine je iznio izjavu po kojoj je postao poznat:
"Treba nam biti potpuno jasno da smo mi komunisti u ovoj zemlji na vlasti. Jer ako ne bi bili mi, značilo bi da je netko drugi. A za sada to nije i neće nikad ni biti."
U istom govoru je Dolanc izjavio da SKJ mora biti jedinstvena organizacija, nagovijestio je isključivanje onih članova SKJ koji nisu slijedili novu partijsku liniju i napao je srpski, hrvatski i slovenski nacionalizam. Dolančevu govoru u Splitu izravno je prethodilo pismo koje je osim njega potpisao i Tito, a bilo je upućeno svim mjesnim organizacijama SKJ. U pismu su Tito i Dolanc tražili jačanje jedinstva Partije i njezine vodeće uloge u društvu čime su stavili do znanja kako je jugoslavensko rukovodstvo odlučno nastaviti borbu s liberalizmom i nacionalizmom unutar SKJ. Ta je odluka, osim promjena u hrvatskoj Partiji, na kraju dovela i do smjena i u srpskom i slovenskom rukovodstvu.
Iako se nositelj dužnosti sekretara Izvršnog biroa trebao mijenjati svake godine, Dolanc je obnašao tu funkciju punih osam godina. Dok je bio na toj poziciji, bio je često spominjan kao moguć Titov nasljednik. Međutim, tijekom sedamdesetih se i u SKJ i u saveznim državnim tijelima razvio sustav rotirajućih kolektivnih rukovodstava koji je ostavljao malu mogućnost za bilo kojega pojedinca da postane novi vođa nakon Tita. Na jedanaestom kongresu SKJ 1978. godine bio je ukinut Izvršni biro i iako je Dolanc bio postavljen za sekretara Predsjedništva CK SKJ, on je napustio tu dužnost u svibnja 1979. godine. Njegova se ostavka ponekad stavlja u svezu sa smrću Edvarda Kardelja iste godine, koji je prema nekim navodima Dolanca štitio. Dolanc je ipak ostao članom Predsjedništva CK i osim toga je lipnja 1979. godine bio ponovo izabran za člana Saveznoga savjeta za zaštitu ustavnoga poretka, tijela Predsjedništva SFRJ zaduženog za koordinaciju organa unutarnje sigurnosti. Stoga je Dolanc zadržao važnu ulogu u jugoslavenskom komunističkom rukovodstvu i nakon Titove smrti u lipnju 1980. godine.

## Savezni sekretar za unutarnje poslove i član Predsjedništva SFRJ
U lipnju 1982. godine je Dolanc postao saveznim sekretarom za unutarnje poslove u novom Saveznom izvršnom vijeću vođenom Milkom Planinc. U svibnju naredne godine okrivio je disidentske intelektualce za podgrijavanje nacionalizma i neprijateljskih aktivnosti protiv komunističkoga sustava. U proljeće 1984. godine dogodila su se dva slučaja politički motiviranih uhićenja koja se pripisuju Dolancu. U Beogradu je bilo privedeno 28 sudionika predavanja Milovana Đilasa. Jedan od njih je nekoliko dana poslije pronađen mrtav dok se šestorici drugih sudilo, ali su na kraju dobili blage kazne ili su bili oslobođeni. Jedan od sudionika predavanja, Vojislav Šešelj, je bio ponovo uhićen nakon nekoliko tjedna za nacionalistički sadržaj svoga neobjavljenog eseja. Dolanc ga je javno kritizirao u intervjuu na televiziji i Šešelj je na kraju osuđen na nekoliko godina robije.
Dolanca neki okrivljuju i za zapovijedanje atentata na političke aktiviste u emigraciji izvršene u inozemstvu jugoslavenskom tajnom službom, te za štićenje jednoga od njezinih agenata, pripadnika srpskoga podzemlja Željka Ražnatovića. Povezuje se ponekad s atentatom na hrvatskog emigranta Stjepana Đurekovića u Zapadnoj Njemačkoj izvršenim pripadnicima UDBA-e 1983. godine, dok je prema suprotnom mišljenju ubojstvo naručio tadašnji hrvatski komunistički vrh na čelu s Mikom Špiljkom.
Od svibnja 1984. do svibnja 1989. godine je Dolanc bio slovenski član Predsjedništva SFRJ te predsjednik Saveznog savjeta za zaštitu ustavnog poretka. U 1988. i 1989. godine se zajedno s većinom u Predsjedništvu neuspješno borio protiv antibirokratske revolucije koju je smatrao izrazom srpskog hegemonizma. Istovremeno je bio sumnjičav prema novoj strukturi rukovodstva slovenske Partije usmjerenoj prema otcjepljenju Republike Slovenije. Jedan od njegovih posljednjih javnih nastupa je bio intervju za liberalno-opozicijski časopis Mladina objavljen u svibnju 1989., u kojemu je sam sebe opisao kao zadnjega Titoista. Zajedno s generalom Nikolom Ljubičićem odigrao je ključnu ulogu u razdvajanju Tita od supruge Jovanke 1977. godine, za što ga je i ona osobno nekoliko puta optužila.

## Zadnje godine
Nakon isteka njegovoga mandata u Predsjedništvu SFRJ Dolanc se povukao iz javnog života i preselio se u Gozd Martuljek kod Kranjske Gore. Umro je u Ljubljani 1999. godine.